# Эномото, Ацуко
Ацуко Эномото (яп. 榎本温子, род. 1 ноября 1979 года) — японская сэйю, певица. Работала на агентство 81 Produce до 2015 года. Её первой ролью в аниме была Юкино Миядзава из Kare Kano.
Наиболее известная роль в аниме Май Мисё/Кюа Игрет/Кюа Винди в Pretty Cure Splash Star. Дебютировала в 1998 году, в 2001 году выпустила свой первый альбом под названием Be My Angel. Ранее работала на агентство I’m Enterprise.

## Биография
В семье была самой младшей трёх сестёр и самым поздним ребёнком в семье. В начальной школе и по сей день любит катание на коньках и лыжах, плаванье, чайные церемонии и занятия по гимнастике. Близкая подруга Марии Ямамото. Большая поклонница К-рор и бой-бэнд группы Super Junior.

## Личная жизнь
7 марта 2016 году вышла замуж за японского актёра и сэйю Марка Исии (р. 1991 г.). В августе 2018 году стало известно, что пара развелась.